# Nils Sjöstrand
Nils Magnus Olof Sjöstrand, ursprungligen Svensson, född 17 maj 1858 i Kalvsviks socken, död 24 september 1897 i Växjö, var en svensk språkvetare och författare av skrifter om folkmål och latin.

## Biografi
Nils Sjöstrand föddes på torpet Arnanäs, nuvarande Växjö Arnanäs 1:2 i Kalvsvik, på bygdens mål Kalsinga socken. Hans föräldrar var Sven Olofsson och Sara Nilsdotter. Han blev student vid Lunds universitet 1881, filosofie kandidat 1884, filosofie licentiat 1889, filosofie doktor 1889 samt docent i latinska språket och litteraturen 1892, allt vid Lunds universitet. Han blev lärare vid Lunds privata elementarskola 1894. Han var från 10 november 1890 gift med Gustava Maria Julia Schander (1861–1942) från Växjö.

## Folkmålsupptecknare
Nils Sjöstrands viktigaste insats är, att han publicerade texter på sitt modersmål kalvsviksmålet (kalsingamaulet). Som son till en torpare i en avsides bygd lärde han målet som barn. Som lundastudent skrev han två komedier på folkmål, där de flesta rollerna var allmoge från Kalvsvik. Han skrev också ett fiktivt samtal från Hultamarken (Hultamarknaden), en marknad vid Väghult i Vederslövs socken. Eftersom Sjöstrand var språkman och hans folkmålsskrifter publicerades i Svenska landsmål och svenskt folkliv under överinseende av J. A. Lundell, är texterna vetenskapligt pålitliga. En begränsning är att de tre texterna är skrivna med grov transkription och inte med landsmålsalfabetet. Materialet omfattar ungefär 20 trycksidor i oktavo.

## Andra skrifter
Som lundaakademiker publicerade Nils Sjöstrand ett antal latinska avhandlingar och översättningar. Han utgav också en diktsamling.

### På kalvsviksmålet
- ”Från en marknad vid hultet”. 17:e häftet av SLSF. (1885)
- ”En giftermålsafärd i Raskens hus, en tittin i Smålands allmogelif. Uppförd 1:a gången på ’Föreningens för Smålands minnenș 20‑åriga jubelfest d. 28 november 1881.”. 17:e häftet av SLSF. (1885)
- ”Getapulianare hemma ock i Lund: I två handlingar. Uppförd 1:a gången å ’Föreningens för Smålands minnen‘ fest d. 15 maj 1883.”. 27:e häftet av SLSF. (1886)

### Latin
- De oratorum Atticorum in oratione obliqua temporum et modorum usu (1889)
- Loci nonnulli grammaticæ latinæ examinati: akademisk afhandling (1891)
- De vi et usu supini secundi latinorum (1891)
- Quibus temporibus modisqve qvamvis, nescio an, forsitan, similes voces utantur? Scripsit Nils Sjöstrand (1891)
- Bions Idyller (som översättare 1892)
- De futuri infinitivi usu latinorum quæstiones duæ (1892)
- De perfecti et plvsqvamperfecti vsv conivgationis periphrasticæ Latinorvm (1892)
- In syntaxin Drægerianam notationes nonnullæ (1892)
- Loci nonnulli grammaticæ latinæ examinate – Editio altera avetior emendatior (1892)
- Öfningsexempel vid öfversättning från latin till svenska: för läroverkens högre klasser. Utgifna af Nils Sjöstrand (1897)

### På svenska
- Dikter (1886)
- Om Lucanus: Med anledning av Viktor Rydbergs dikt ”Lukanus marterad” (1894)
- Gustaf Fredrik Koræn, Karl Gustaf Theodor Linnell, Per Fredrik Wirseen: tre biografiska skizzer (postumt 1904)